# هاپ (شبکه)

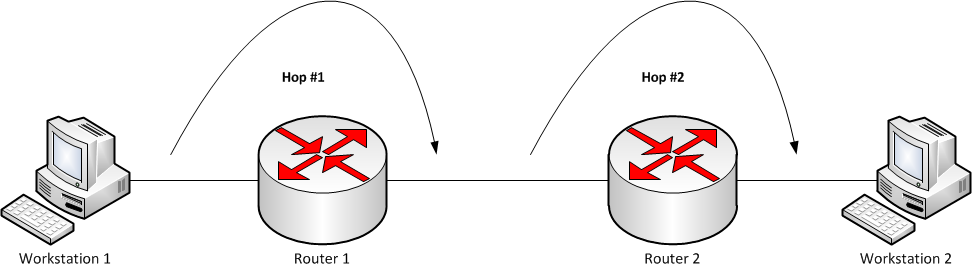
تصویری از هاپ‌ها در یک شبکه سیمی. تعداد hopها بین رایانه‌ها در این حالت ۲ است.

در شبکه‌های رایانه ای سیمی، از جمله اینترنت، وقتی یک بسته از یک بخش شبکه به بعدی منتقل می‌شود، هاپ اتفاق می‌افتد. بسته‌های داده هنگام عبور از مبدأ و مقصد از طریق روتر عبور می‌کنند. تعداد هاپ به تعداد دستگاه‌های واسطه‌ای که از طریق آنها داده‌ها باید بین مبدأ و مقصد منتقل شوند، اشاره دارد.
از آنجا که ذخیره و ارسال و سایر تأخیرها از طریق هر هاپ ایجاد می‌شوند، تعداد زیادی از هاپ بین منبع و مقصد بر عملکرد پایین بی‌درنگ دلالت می‌کند.

## تعداد هاپ
در شبکه‌های سیمی، تعداد هاپ‌ها به معنی تعداد دستگاه‌های شبکه واسطه ای که از طریق آنها داده‌ها باید بین مبدأ و مقصد منتقل شوند، است. تعداد هاپ اندازه‌گیری تقریبی فاصله بین دو میزبان است. تعداد هاپ از n بدین معنی است که دستگاه‌های شبکه n میزبان منبع را از میزبان مقصد جدا می‌کنند.
در یک شبکه سه لایه مانند پروتکل اینترنت (IP)، هر روتر در طول مسیر داده‌ها یک هاپ را تشکیل می‌دهد. با این حال، این متریک به خودی خود برای تعیین مسیر مطلوب شبکه مفید نیست، زیرا پهنای باند، بار، قابلیت اطمینان یا تأخیر هر هاپ خاص را در نظر نمی‌گیرد، بلکه صرفاً تعداد کل را در نظر می‌گیرد. با این وجود، برخی از پروتکل‌های مسیریابی مانند پروتکل اطلاعات مسیریابی (Routing Information Protector (RIP)) از تعداد هاپ به عنوان متریک خود استفاده می‌کنند.
هر بار که روتر بسته‌ای را دریافت می‌کند، بسته را اصلاح می‌کند و زمان دایر بودن (TTL) را کاهش می‌دهد. روتر از بسته‌های دریافت شده با ارزش TTL صفر صرف نظر می‌کند. این امر در صورت بروز خطاهای مسیریابی، از گزاف گویی بی‌وقفه بسته‌ها در شبکه جلوگیری می‌کند. روترها قادر به مدیریت تعداد هاپ هستند، اما انواع دیگر دستگاه‌های شبکه (به عنوان مثال) توپی‌ها و پل‌های اترنت) نیستند.

## حد هاپ
به عنوان زمان دایر بودن (TTL) در IPv4 و حد مجاز هاپ در IPv6 شناخته می‌شود و محدودیتی را در تعداد هوپ‌های یک بسته قبل از دور انداختن مشخص می‌کند. روتر بسته‌های IP را در هنگام ارسال اصلاح می‌کند و زمینه‌های مربوط به TTL یا هاپ را کاهش می‌دهد. روترها بسته‌هایی را با زمینه نتیجه ۰ یا کمتر منتقل نمی‌کنند. این مانع از بسته شدن بسته‌ها برای همیشه می‌شود.

## هاپ بعدی
هنگام پیکربندی دستگاه‌های شبکه، هاپ ممکن است به هاپ بعدی مراجعه کند. هاپ بعدی دروازه بعدی‌ای است که باید بسته‌ها را در طول مسیر به مقصد نهایی خود منتقل کند. یک جدول مسیریابی معمولاً حاوی آدرس IP یک شبکه مقصد و آدرس IP دروازه بعدی در طول مسیر به مقصد نهایی شبکه است. تنها با ذخیره کردن اطلاعات بعدی هاپ، مسیریابی بعدی هاپ یا حمل و نقل هوایی بعدی باعث کاهش اندازه جدول‌های مسیریابی می‌شود. یک دروازه معین فقط یک قدم را در طول مسیر می‌داند. همچنین مهم است بدانید که هاپ بعدی که در یک جدول مسیریابی ذکر شده‌اند روی شبکه‌هایی هستند که دروازه آن‌ها به‌طور مستقیم وصل شده‌است.

## تشخیصی
از دستور تریس‌روت می‌توان برای اندازه‌گیری تعداد هاپ‌های روتر از یک میزبان به دیگری استفاده کرد. تعداد هاپ‌ها برای یافتن خطاها در یک شبکه یا کشف اینکه آیا مسیریابی واقعاً صحیح است یا نه، مفید است.

## شبکه بی‌سیم تبلیغاتی بی‌سیم
در یک شبکه بی‌سیم موردی، معمولاً هر گره شرکت کننده به عنوان روتر عمل می‌کند. این بدان معنی است که اصطلاحات هاپ و تعداد هاپ اغلب موضوع سردرگمی هستند. غالباً گره ارسال کننده به عنوان اولین هاپ به حساب می‌آید، بنابراین برای هر دو تعبیر "هاپ" به عنوان "روترهای گذر شده" و "پرش از گره به گره" به همان تعداد "هاپ" می‌رسد. به عنوان مثال، RFC 6130 "همسایه 1-hop" را مانند هر گره دیگری که مستقیماً از طریق رابط بی‌سیم قابل دستیابی باشد، تعریف می‌کند.